# Synageles morsei
Synageles morsei là một loài nhện trong họ Salticidae.
Loài này thuộc chi Synageles. Synageles morsei được Dmitri Viktorovich Logunov & Yuri M. Marusik miêu tả năm 1999.